# Hermonassa cecilia
Hermonassa cecilia là một loài bướm đêm trong họ Noctuidae.